# Archivo Nacional del Brasil
El Archivo Nacional de Brasil (AN) (en portugués: Arquivo Nacional) es la institución brasileña ubicada en Río de Janeiro. Es responsable de la gestión, preservación y difusión de documentos del gobierno federal. Subordinado al Ministerio de Justicia y Seguridad Pública. 
El Archivo Nacional se ocupa de la gestión de los documentos de archivo que se producen en todas las instituciones federales y de salvaguardar y administrar el acceso a colecciones históricas.

## Misión
El Archivo Nacional (AN) cumple con parte de su misión institucional ofreciendo orientación, asistencia técnica y capacitación a los servidores de otros órganos de la administración pública federal de todo Brasil en el área de gestión, preservación, procesamiento técnico, el acceso y la difusión de documentos bajo el archivo de sistema de gestión de documentos - SIGA. 
A través de su área de conservación -actividad relacionada con la preservación física y digital de documentos por medio de acciones continuas y conservación preventiva a largo plazo, la restauración y el cambio de formato-, el Archivo Nacional garantiza la protección del patrimonio documental fundamental para Brasil. Estas acciones se complementan con el tratamiento técnico de este acervo, con el fin de ponerlo a disposición del público a través de sistemas de búsqueda e instrumentos de investigación. 
Así, el Archivo Nacional ofrece miles de documentos bajo su custodia accesibles en cualquier parte del mundo por Internet; por otra parte, es posible consultar los documentos en persona en sus dos unidades (en Río de Janeiro y Brasilia) o la distancia o por correo electrónico.
El Archivo Nacional tiene actualmente 10 sitios electrónicos, 7 bases de datos y 42 herramientas de investigación que permiten a sus usuarios el acceso a la información del documento, así como información sobre sus actividades y eventos. Se destaca el Sistema de Información del Archivo Nacional - SIAN.
El acceso a la información y a los documentos del Archivo Nacional son potenciados por diversas acciones de difusión, como sitios electrónicos de investigación, exposiciones y publicaciones. Entre ellos destacan el Arquivo em Cartaz - Festival Internacional de Cine de Archivo, la Revista Acervo, la Semana Nacional de los Archivos; el Centro de Referencias Memorias Reveladas; además de tener una gran presencia en las redes sociales, uniéndose en 2017 al proyecto GLAM de la Wikicommons .  

## Historia

### El Archivo Público del Imperio
El Reglamento n.º 2 de 2 de enero de 1838 creó el Archivo Público del Imperio, según lo previsto en la Constitución de 1824, establecido provisionalmente, en la Secretaría de Estado de los Negocios del Imperio. La creación del Archivo Nacional, junto con el Instituto Histórico y Geográfico Brasileño, lo que sumado a la Academia Imperial de las Artes , se unió al esfuerzo regencial de Pedro de Araujo Lima, futuro vizconde y marqués de Olinda, para la construcción de un Estado imperial . 
El Archivo Público del Imperio tenía por finalidad guardar los documentos públicos y estaba organizado en tres secciones: Administrativa, responsable por los documentos de los poderes Ejecutivo y Moderador; Legislativa, encargada de la custodia de los documentos producidos por el Poder Legislativo e Histórica, responsable por los documentos más importantes para la historia del Brasil. Su primera sede estuvo ubicada en el edificio del Ministerio del Imperio, en la calle de la Guarda Velha, actual Treze de Maio. En 1844, el Archivo Público del Imperio pasó a quedarse en la Praça do Comércio, en la Calle Direita, hoy Primeiro de Março. 
Inicialmente el órgano funcionó como una distribución adjunta a la Secretaría de Estado de los Negocios del Imperio, haciéndose autónoma en 1840. Sin embargo, ocupó el edificio de la secretaría hasta 1854, cuando fue trasladado al piso superior del Convento de Santo Antônio. En 1860, el decreto n. 2.541 reformó la institución, manteniendo la misma división de las secciones, sin embargo, detallando un poco más las atribuciones de cada una. 
A partir de la década de 1870, se observa una mayor estructuración del órgano. En el año 1870, el archivo pasó a ocupar el antiguo edificio del Recolhimento do Parto dos Terceiros da Ordem do Carmo. En 1873, el pernambucano Joaquim Pires Machado Portella pasó a ser director de la institución, y al año siguiente se abrió el archivo para la consulta pública. Un nuevo reglamento fue adoptado, aprobado por el Decreto n. 6.164, de 24 de marzo de 1876, determinando diversas transformaciones y estableciendo procedimientos de trabajo más detallados. 
Con la República, en 1911, el órgano tuvo aún su denominación alterada para Archivo Público Nacional, como muchas otras instituciones que poseían el término "Imperial" en sus nombres.

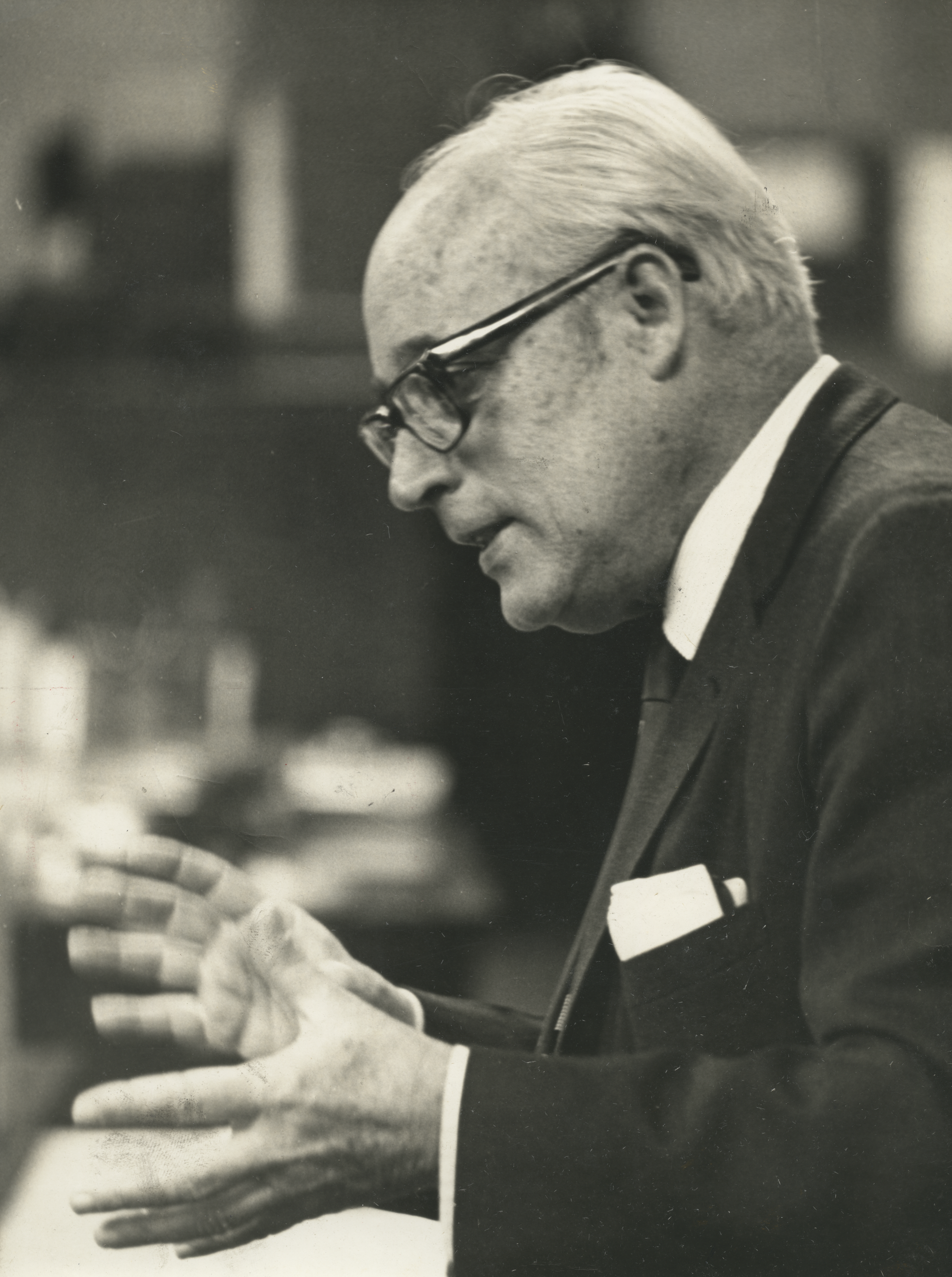
José Honório Rodrigues, director general del Archivo Nacional (1958-1964).

### La Reforma de José Honório Rodrigues
Para José Honório Rodrigues, de 1937 a 1945, el Archivo Nacional "quedó estancado, impermeable la iniciativa, como un modelo de institución arcaica, un fantasma de otros tiempos". A fin de cambiar esa situación, como director del Archivo Nacional, el mismo José Honório Rodrigues logró la aprobación de un nuevo Reglamento por meio del Decreto n.º 44.862, de 21 de noviembre de 1958, que define el Archivo como un reparto nacional, fija la política de archivos, establece sus atribuciones y objetivos, defiende y amplía la colecta seleccionada en todo el territorio nacional y en todas las fuentes de documentación federal; que se extiende a la defensa por la preservación de los documentos en películas, discos, fotografías; crea servicios de investigación y información histórica, relacionándolos con los servicios iguales en las Fuerzas Armadas y en otras instituciones públicas y privadas.  Así, "con esta propuesta de órgano centralizador de la normatización de los procedimientos archivísticos, se reafirma la idea en el marco de la gestión de José Honório Rodrigues, se puede observar además el desarrollo de diversos cursos dirigidos a la formación de profesionales capacitados para actuar en archivos". Tales cursos, en 1977, dieron origen al primer curso de graduación de Archivología, en la Universidade Federal do Estado do Rio de Janeiro.  

### La Modernización Institucional de los años 1980

Raul Lima, director general del Archivo Nacional (1969-1980).

Con la aprobación en 1975 de un nuevo reglamento se dio un paso importante, al ser incorporada, decididamente, la idea de gestión de documentos, a través de la División de Pre-Archivo, que al año siguiente se instala también en Brasilia, demostrando la preocupación del Archivo con su actuación ante la administración pública en la capital.
La preservación de documentos del poder público como finalidad del Sistema Nacional de Archivos (SINAR) fue una de las conquistas de finales de los años 1970. Teniendo el Archivo Nacional como órgano central, el sistema estaba compuesto por los órganos de la administración federal directa e indirecta que ejercían las actividades de archivo intermedio y permanente. 
A partir de la sugerencia de la UNESCO, a pedido de la directora general del Archivo Nacional, Celina Vargas do Amaral Peixoto , fue implantado un "proyecto piloto de modernización de una institución de archivos de tipo tradicional" y para garantizar un cambio radical, era imprescindible el cambio a una nueva sede; la identificación de todos los documentos conservados en el Archivo Nacional; el censo de los acervos no recogidos y la capacitación de los trabajadores de la institución. Estas eran las condiciones requeridas para la elaboración de una legislación federal y de una nueva estructura para el Archivo Nacional. Fruto de convenio entre el Ministerio de Justicia y la Fundación Getúlio Vargas, el Proyecto de Modernización Institucional Administrativa del Archivo Nacional, firmado en 1981, el subsiguiente paso del Archivo a órgano autónomo de la administración directa en la estructura del Ministerio y el traslado al edificio adjunto a la antigua Casa de la Moneda, en enero de 1985, despertaron el interés de los organismos internacionales en aquella década.
Así, en 3 de enero de 1985 el Archivo Nacional se trasladó a su actual sede, que ocupa uno de los edificios de la antigua Casa de la Moneda (1868-1983), uno de los más bellos edificios construidos en el siglo XIX en la Praça da República. Después de un premiado proceso de restauración, en 2004, pasa a ocupar la parte histórica de ese conjunto arquitectónico. En Brasilia, mientras no se construye un edificio específico, el AN utiliza desde 1988 parte de las instalaciones de la Imprensa Nacional, disponiendo de 18 000 metros de estantes para guardia de acervo en su coordinación regional - en el momento, la única fuera de Río de Janeiro.

### Lista de directores del Archivo Nacional[10]
- (1840-1857) - Ciro Cândido Martins de Brito
- (1857-1860) - José Tomás de Oliveira Barbosa (interino)
- (1860-1869) - Antonio Pereira Pinto
- (1869-1873) - Joaquim Caetano da Silva
- (1873-1898) - Joaquim Pires Machado Portela
- (1899-1902) - Pedro Veloso Rebelo
- (1902-1910) - Francisco Joaquim Béthencourt da Silva
- (1910-1915) - Alcebíades Estevão Furtado
- (1915-1917) - Frederico Schumann
- (1917-1922) - Luís Gastão d'Escragnolle Dória
- (1922-1938) - João Alcides Bezerra Cavalcanti
- (1938-1958) - Eugênio Vilhena de Morais
- (1958-1964) - José Honório Rodrigues
- (1964-1969) - Pedro Moniz de Aragão
- (1969-1980) - Raul do Rego Lima
- (1980-1990) - Celina Vargas do Amaral Peixoto
- (1990-1991) - Tereza Maria Sussekind Rocha (interina)
- (1991-1992) - Maria Alice Barroso
- (1992-2016) - Jaime Antunes da Silva
- (2016-2016) - Maria Izabel de Oliveira (interina)
- (2016-2016) - José Ricardo Marques
- (2016-2016) - Ivan Fernandes Neves (interino)
- (2016-2017) - José Ricardo Marques
- (2017-2017) - Diego Barbosa da Silva (interino)
- (2017-2019) - Carolina Chaves de Azevedo
- (2019-actual) - Neide De Sordi

## Colección

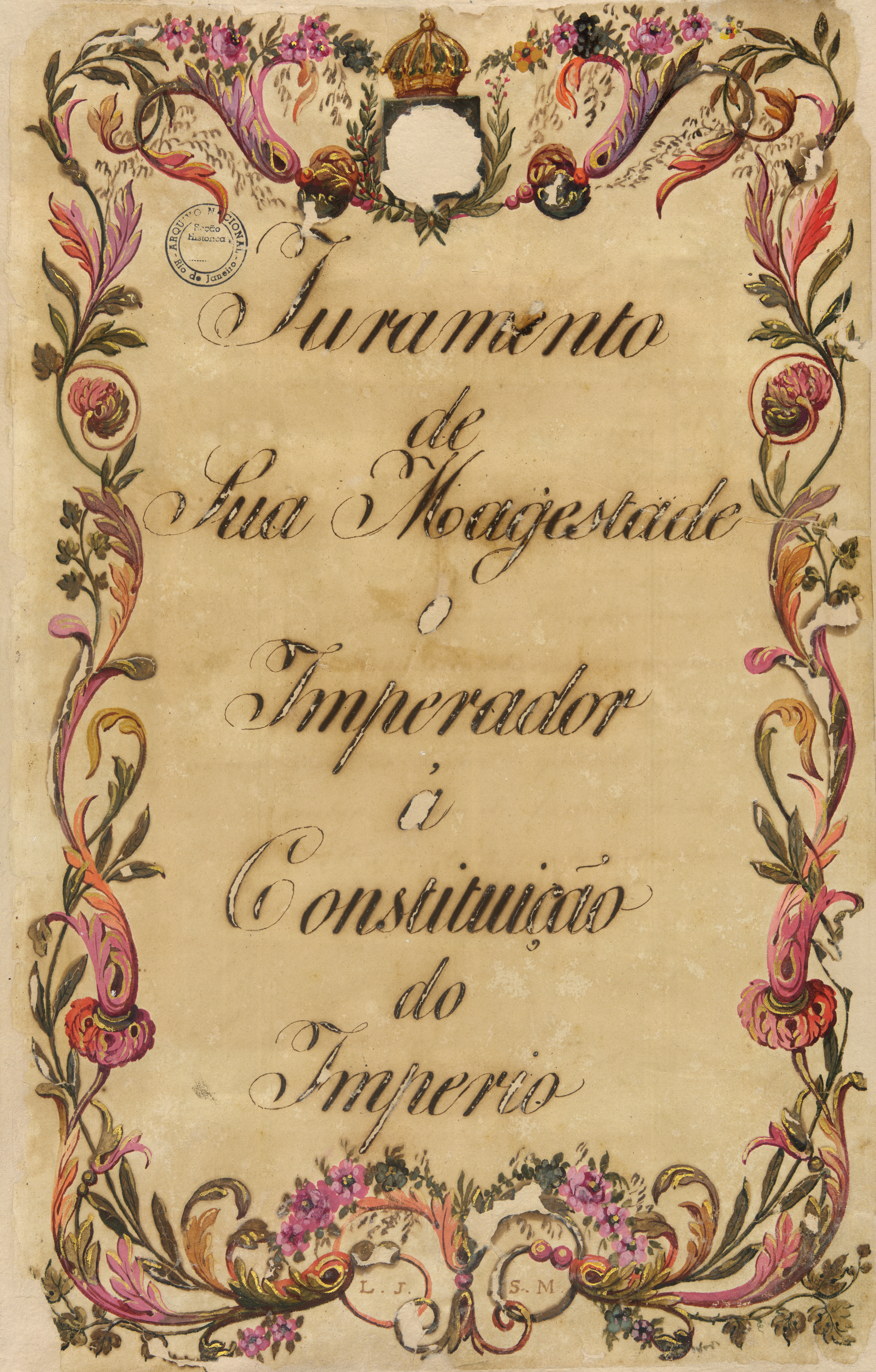
Juramento del Emperador Pedro I a la Constitución del Imperio (1824).

En sus dos unidades en Río de Janeiro y Brasilia, el Archivo Nacional mantiene a unos 55 km de documentos de texto; 1,74 millón de fotografías y negativos, 200 álbumes de fotos, 4000 caricaturas y dibujos, 3000 pósteres, 1000 tarjetas postales, 300 dibujos y 20 000 ilustraciones, así como mapas, películas y grabaciones de sonido. 
La documentación textual es de los poderes Ejecutivo, Moderador, Judicial y Legislativo federales e incluye colecciones privadas. La correspondencia y la legislación se originó alrededor del imperio ultramarino portugués, los archivos traídos con la corte de Juan VI en 1808, entre otros, describen el comienzo de la sociedad brasileña. Con la ruptura de la relación colonial, la formación del estado imperial puede ser conocido a través de los documentos generados por los ministerios y el poder judicial, como la Casa da Suplicação, la Auditoria Geral da Marinha, además de la original de la Constitución de 1824 y la Ley áurea. 
Entre los documentos producidos por el régimen republicano, se destacan los registros de entrada de inmigrantes, patentes de invenciones, libros de registro civil, procesos civis y penales, avistamientos de ovnis, proyectos de urbanización y de saneamiento relativas a los primeros años del siglo XX. Las constituciones a partir del año de 1891, los procesos del Tribunal de Segurança Nacional, el Tribunal Supremo Militar y el Supremo Tribunal Federal, los órganos de censura, los documentos de entidades como el Servicio Nacional de Información, que componen el aparato represivo a las luchas políticas de la Dictadura Militar (1964-1985) y varias otras instituciones gubernamentales reflejan la formación de Brasil contemporáneo y aspectos relevantes de la historia reciente del país. Además de los documentos del órgano de información y contrainformação del régimen militar, son importantes los archivos personales y de entidades privadas, incluido Eusébio de Queirós, Duque de Caxias, Bertha Lutz, Luis Carlos Prestes, Salgado Filho, San Tiago Dantas, Goes Monteiro, Apolônio de Carvalho, Mário Lago, Zelia Pedreira Abreu Magalhães, Maria Beatriz Nascimento, los presidentes de la República Floriano Peixoto, Prudente de Moraes, Afonso Pena, João Goulart, la Academia Brasileña de Letras, la Federación Brasileña para el Progreso Femenino, el Instituto de Pesquisa e Estudos Sociais (IPES) y la Asociación de Archiveros Brasileños.
Compuesta de mapas y plantas arquitectónicas, la documentación cartográfica tiene más de 44 000 títulos sobre la geografía de diversas regiones del mundo y Brasil del siglo XVII hasta el XX. En referencia a Brasil, se destacan los proyectos de planificación y de infraestructura urbana, tales como los edificios de la Avenida Central, actual Avenida Rio Branco, en Río de Janeiro, así como ferrocarriles , telégrafos, puertos , ríos y canalización de los sistemas de suministro del agua . 
La documentación iconográfica tiene su punto de partida en la década de 1860, coincidiendo con la expansión de la fotografía. Del universo de imágenes producidas por importantes fotógrafos nacionales y extranjeros que trabajaron en Brasil y en el exterior, destacan los archivos de la Agencia Nacional (1930-1979), del periódico Correio da Manhã (1901-1974) y de la familia Ferrez (1839-2000) , así como registros privados de la Colección de Fotografías Avulsas. 
La colección de documentos sonoros cubre el periodo de 1902 al año 1990 y se compone de más de 11 000 artículos, incluyendo discos y cintas de audio de fondos Agencia Nacional, Presidencia de la República, Radio Mayrink Veiga, Humberto Franceschi, Radio Jornal do Brasil, Casa Edison y Servicio de Censura de Diversiones Públicas , así como las colecciones de música clásica y popular. 
El conjunto de imágenes en movimiento tienen registros impresionantes de la historia y la cultura brasileñas. Son 33 000 títulos, en un total de 124 000 rollos de película de cine y 4000cintas videomagnéticas. Son parte de la colección noticiarios, documentales, películas de ficción y publicitarias, familiares y recortes de película que fueran censurados, derivados de la Agencia Nacional, de la División de Censura de Diversiones Públicas, de la TV Tupi y de la Comisión Nacional de Energía Nuclear, entre otros fondos y colecciones. 

### Documentos Memória del Mundo nominados por la Unesco
El Archivo Nacional, además de apoyar el funcionamiento del Comité Nacional de Brasil, dependiente del Ministerio de Cultura, tiene nominados algunos documentos en el Programa Memoria del Mundo, de la UNESCO.

#### Registro Nacional (Brasil)

Ley Áurea (1888).

- Autos da Devassa - La conspiración en Minas Gerais, Levante Tiradentes - 2007
- Ley Áurea - 2008
- Relaciones de vapores con lista de inmigrantes. Servicio de Política Marítima, Aérea y de Fronteras de Santos (SPMAF / SP-Santos) - 2009
- Agencia Nacional: la información al servicio del Estado, en conjunto con la Fundación Cinemateca Brasileña - 2010
- Fondo Francisco Bhering - La Carta de Brasil al millonésimo (1777-1937) - 2011
- Correspondencia Original de los Gobernadores del Pará con la Corte. Cartas y Anexos (1764-1807) - 2017
- El Fondo Federación Brasileña por el Progreso Femenino como parte del legado de Bertha Lutz (1881-1985) en conjunto con el Archivo Histórico de Itamaraty, el Centro de Documentación e Información de la Cámara de Diputados y el Centro de Memoria de la Universidad Estadual de Campinas - CMU / UNICAMP - 2018
- Fondo Asesoría de Seguridad e Información de la Fundación Nacional del Indio - ASI / FUNAI, 1968-2000 - 2018

#### Registro Regional (América Latina)
- Red de Información de Fondos y Contrainteligencia de la Dictadura Militar (1964-1985), junto con el Archivo Público del estado de Ceará, el Archivo Público del Espírito Santo, el Archivo Público João Emerenciano de Pernambuco, el Archivo Público de Maranhão, el Archivo Público Minero, el Archivo Público de Río de Janeiro, el Archivo Público del Estado de São Paulo, el Departamento de Archivo de Paraná y el Centro de Información, Documentación y Archivo - Cidarq de la Universidad Federal de Goiás - 2011
- La guerra de la Triple Alianza: representaciones iconográficas y cartográficas, junto con el Archivo Histórico del Ejército, el Archivo Histórico y Mapoteca Histórica del Ministerio de las Relaciones Exteriores, la Dirección de Patrimonio y Documentación de Marina, la Fundación Biblioteca Nacional, el Museo Nacional de Historia, el Museo Imperial, el Museo Nacional de Bellas Artes y el Instituto Histórico y Geográfico Brasileño - 2013

#### Registro Internacional (Mundo)
- Red de Información de Fondos y Contrainteligencia de la Dictadura Militar (1964-1985), junto con el Archivo Público del estado de Ceará, el Archivo Público del Espírito Santo, el Archivo Público João Emerenciano de Pernambuco, el Archivo Público del Maranhão, el Archivo Público Minero, el Archivo Público de Río de Janeiro, el Archivo Público del Estado de São Paulo, el Departamento de Archivo de Paraná y el Centro de Información, Documentación y Archivo - Cidarq de la Universidad Federal de Goiás - 2011
- La guerra de la Triple Alianza: representaciones iconográficas y cartográficas, junto con el Archivo Histórico del Ejército, el Archivo Histórico y Mapoteca Histórica del Ministerio de las Relaciones Exteriores, la Dirección de Patrimonio y Documentación de Marina, la Fundación Biblioteca Nacional, el Museo Nacional de Historia, el Museo Imperial, el Museo Nacional de Bellas Artes y el Instituto Histórico y Geográfico Brasileño - 2015
- Carlos Gomes: compositor de ambos mundos, en conjunto con la Escuela de Música de la Universidad Federal de Río de Janeiro; Fundación Biblioteca Nacional (FBN); Instituto Histórico y Geográfico Brasileño (IHGB); Museo Teatrale alla Scala (Italia); Museo Carlos Gomes del Centro de Ciencias, Letras y Artes (CCLA); Museo Histórico Nacional (MHN); Museo Imperial (MI) y Museo de la Universidad Federal de Pará (MUFPA) - 2017

### Algunos documentos del Archivo Nacional

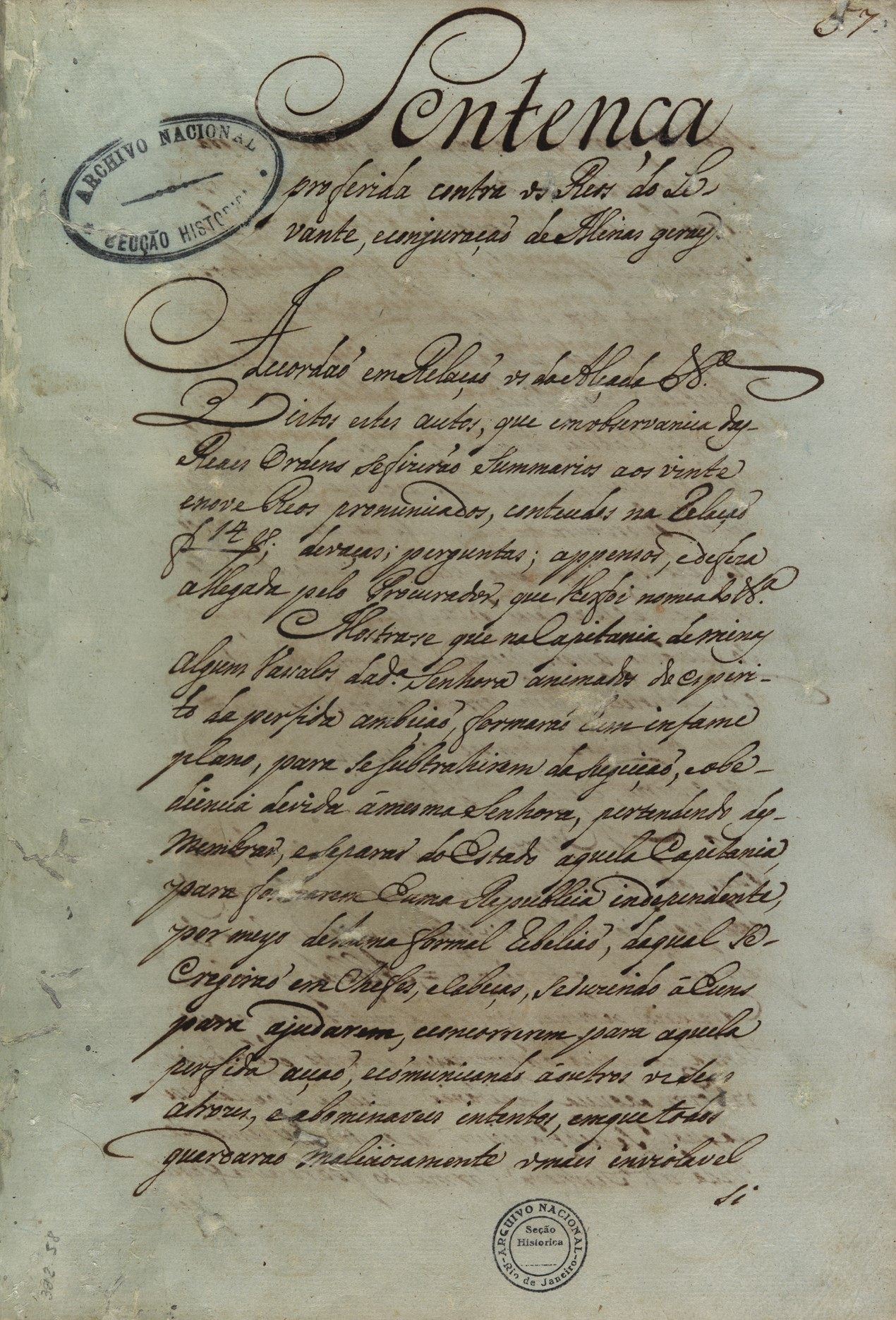
Sentencia proferida contra de la Conjuración Minera, 1792.
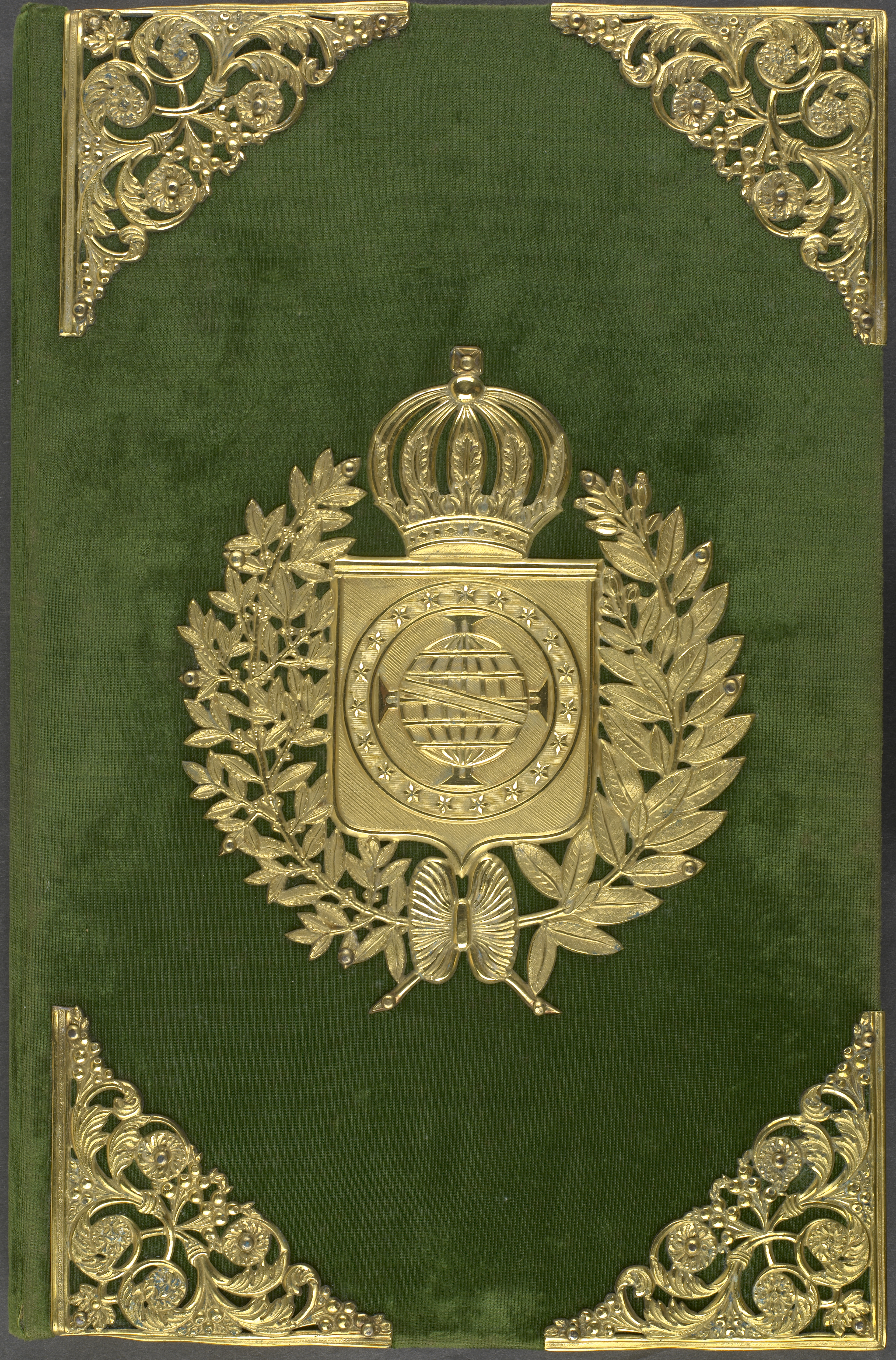
Constitución del Imperio de Brasil, 1824.
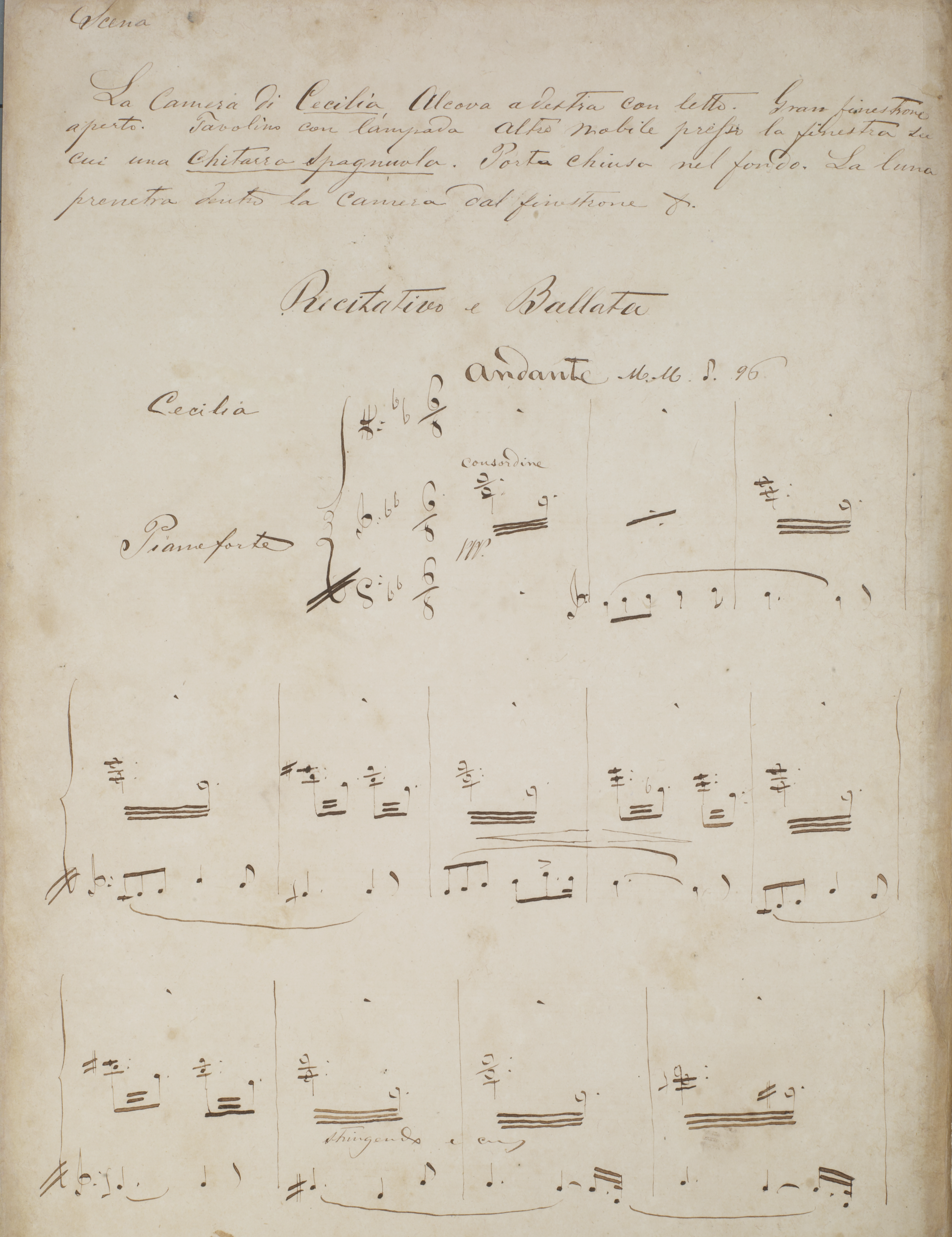
Parte de la Ópera Il Guarany, de Carlos Gomes, 1866.
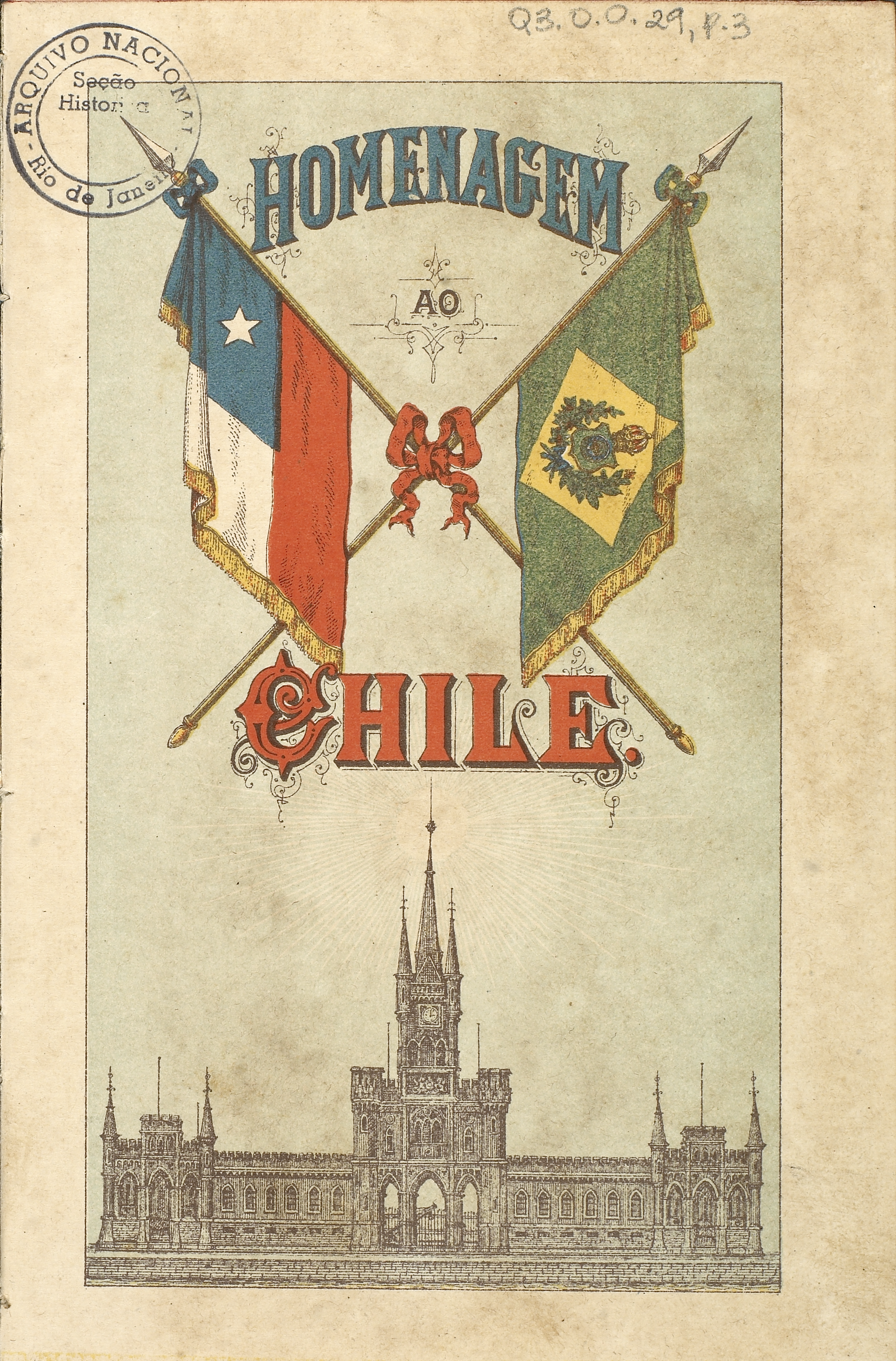
El menú de la última fiesta en la Isla Fiscal, 1889.
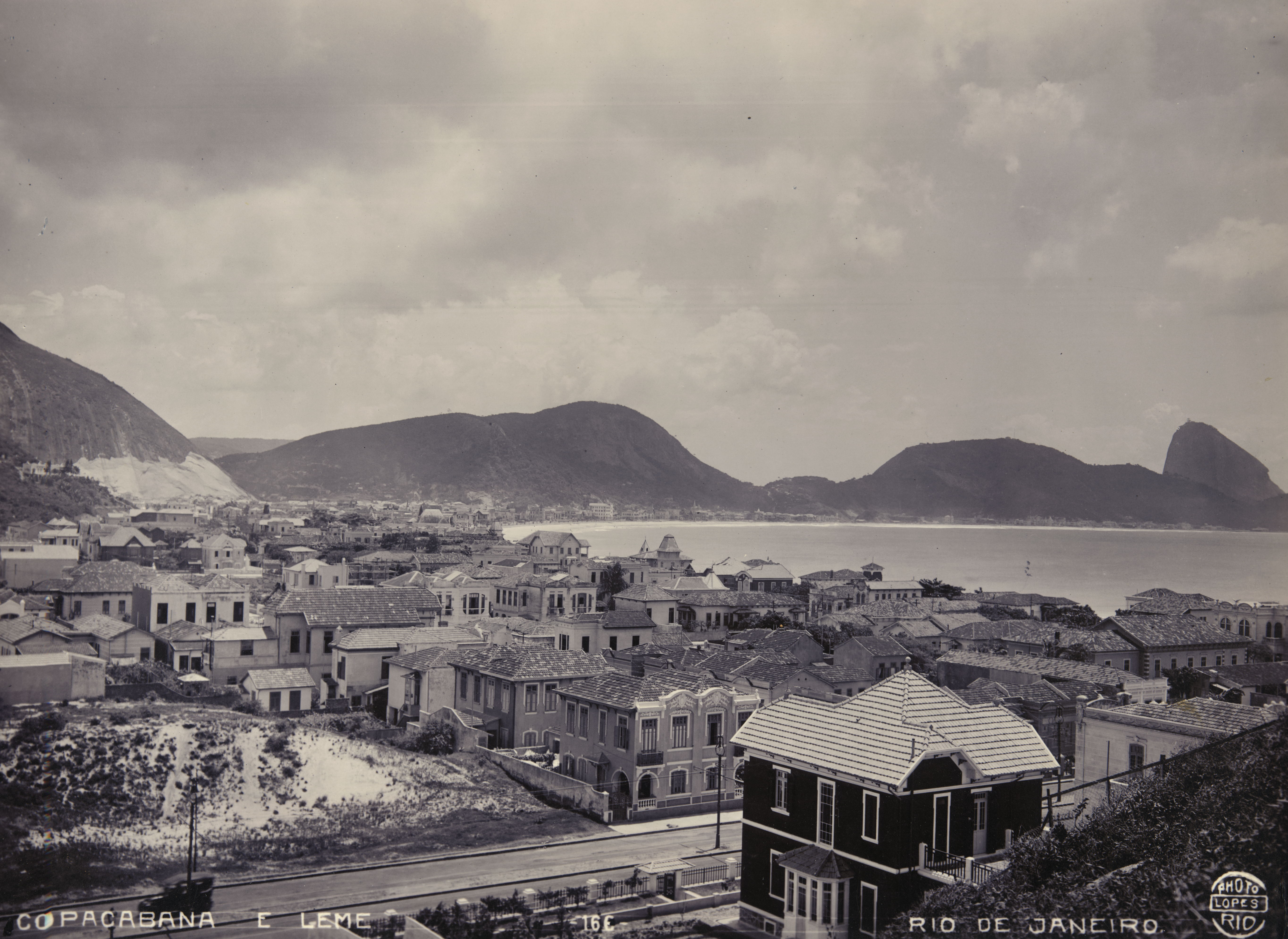
Barrios de Copacabana y Leme, Río de Janeiro, a principio del siglo XX.
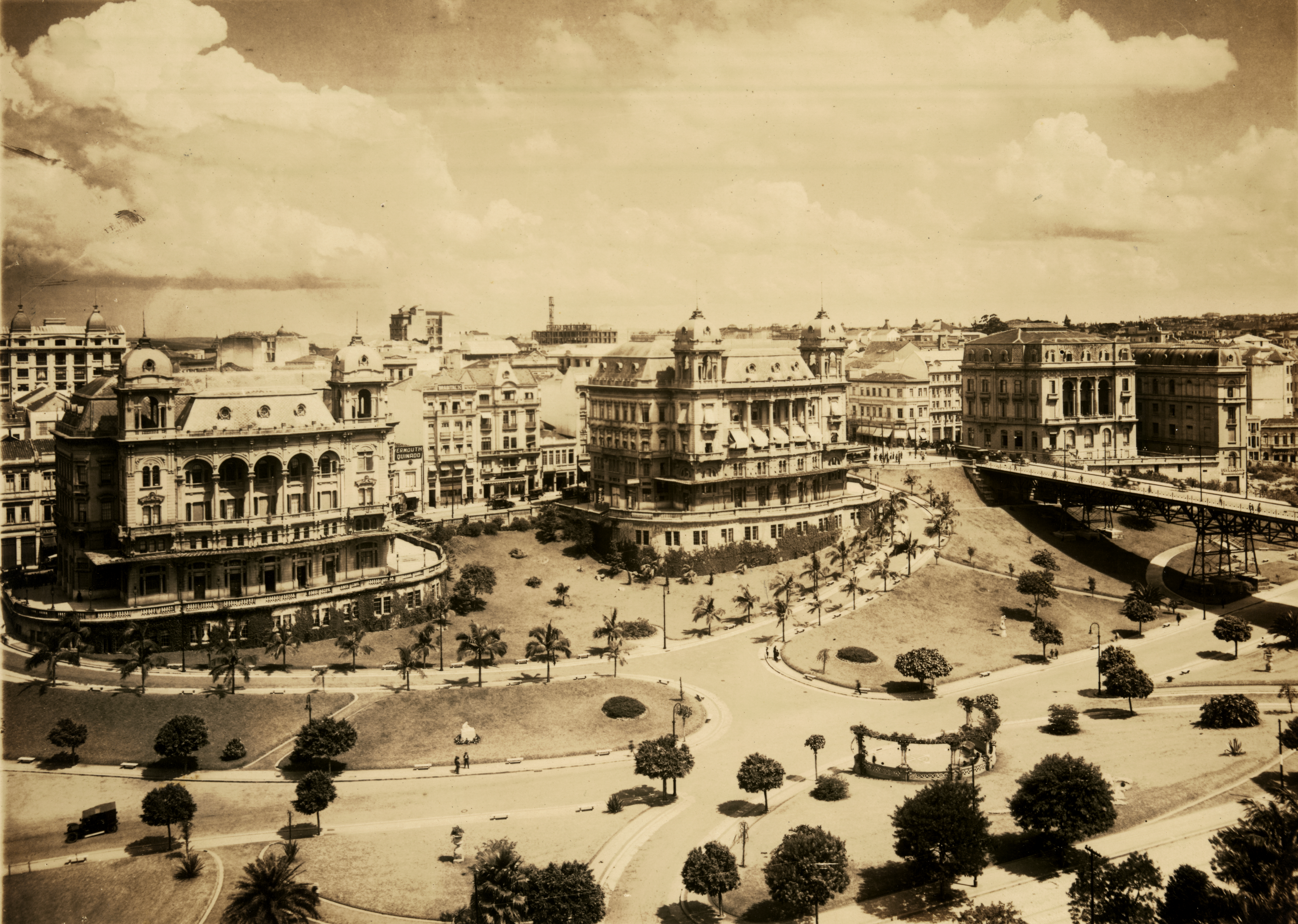
Valle del Anhangabaú, San Pablo, a principios del siglo XX.
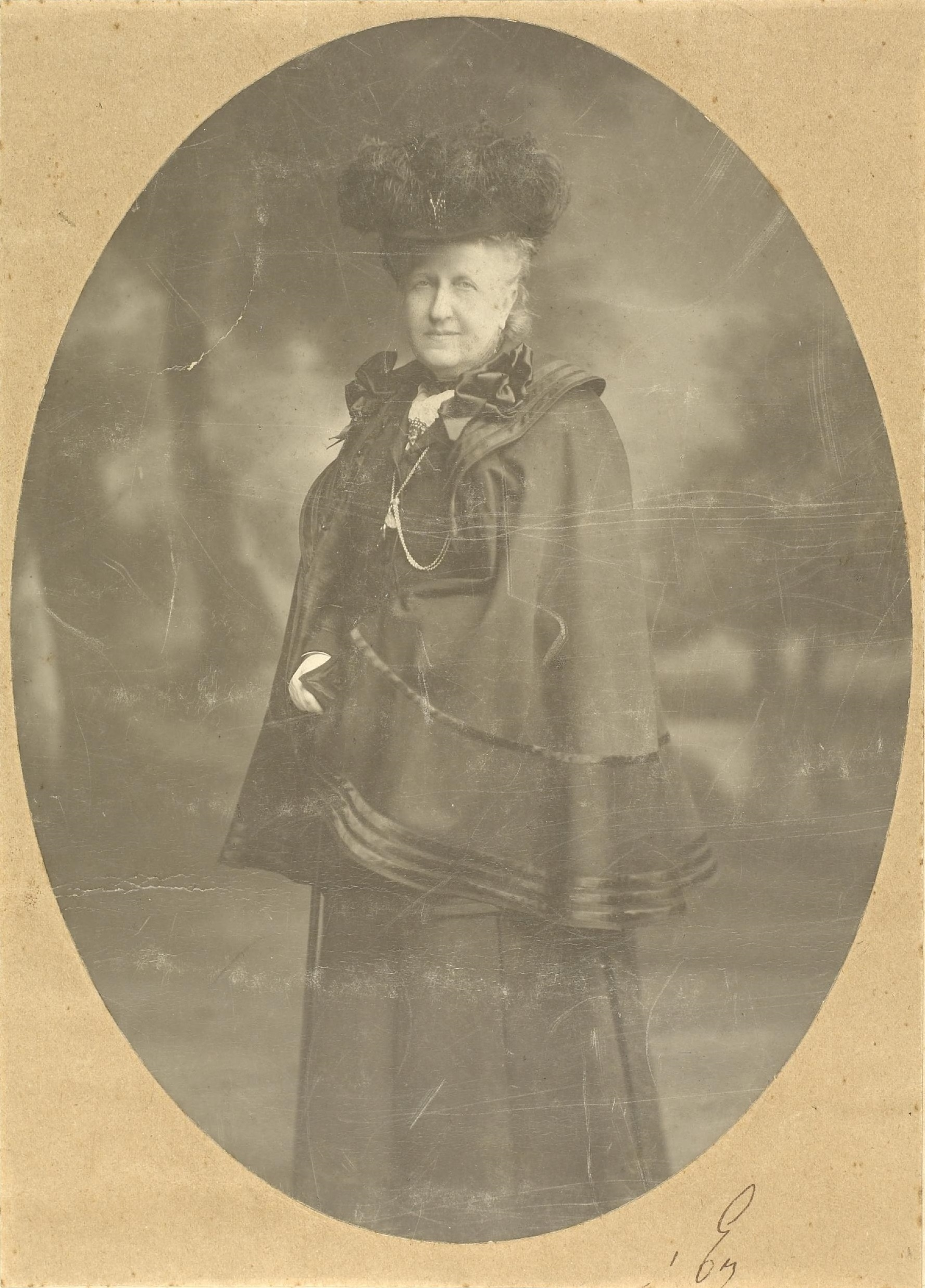
La princesa Isabel, 1906.
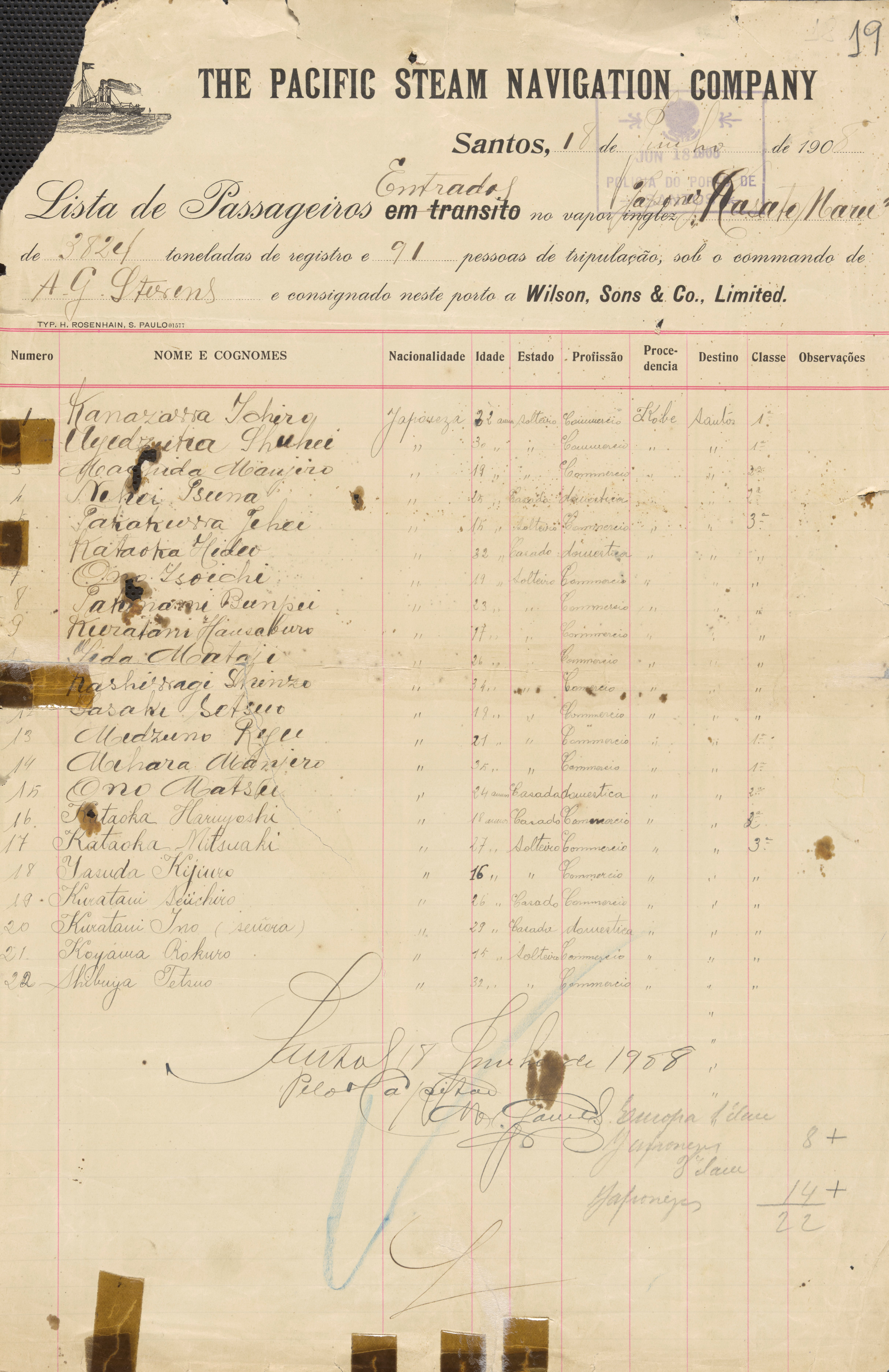
Lista de pasajeros del Kasato Maru traendo los primeros inmigrantes japoneses para Brasil, 1908.
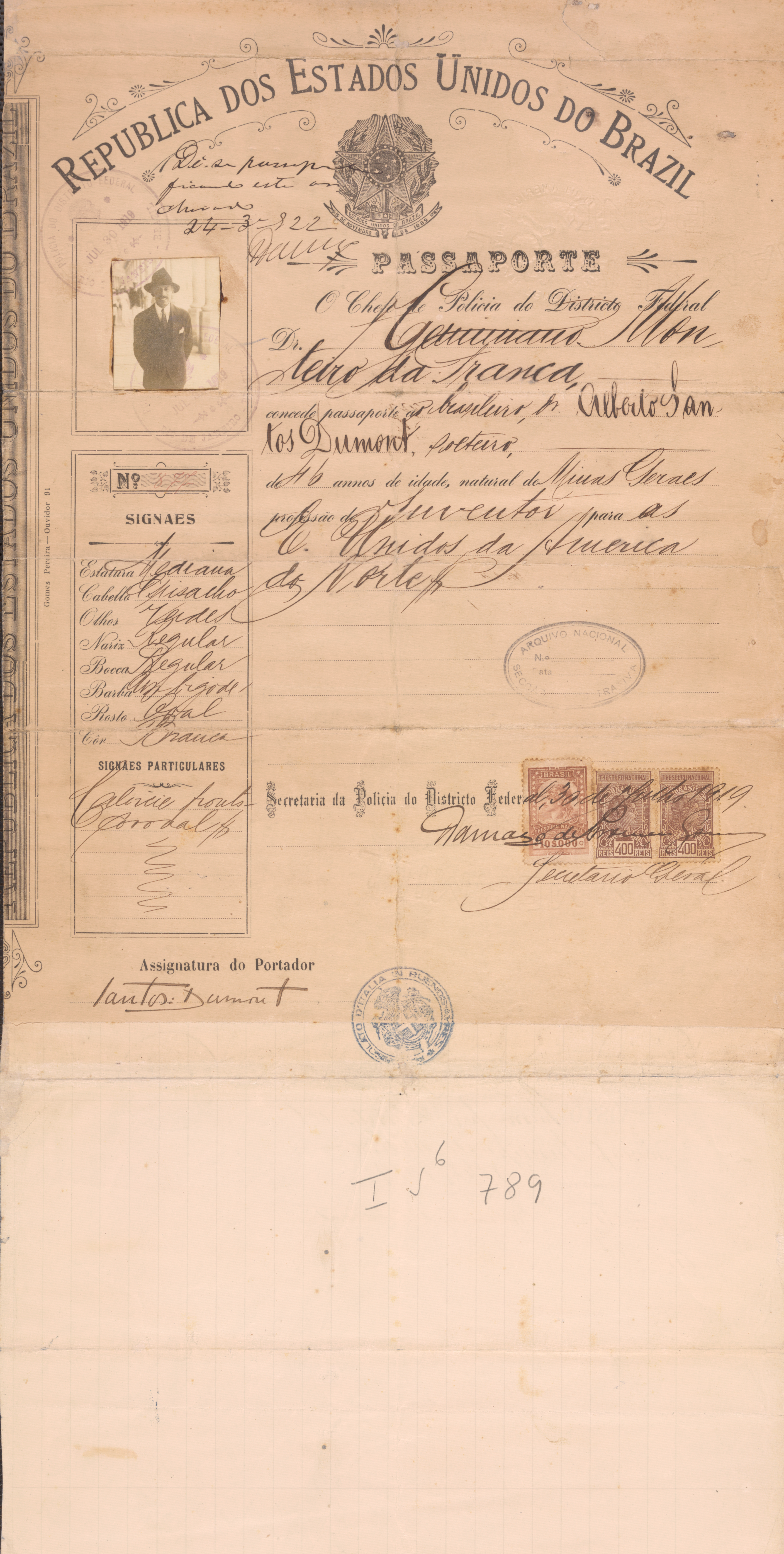
Pasaporte de Santos Dumont, 1919.
El presidente Artur Bernardes y sus ministros de Estado, 1922.
Plano del primer piso del Palacio Monroe, 1924.
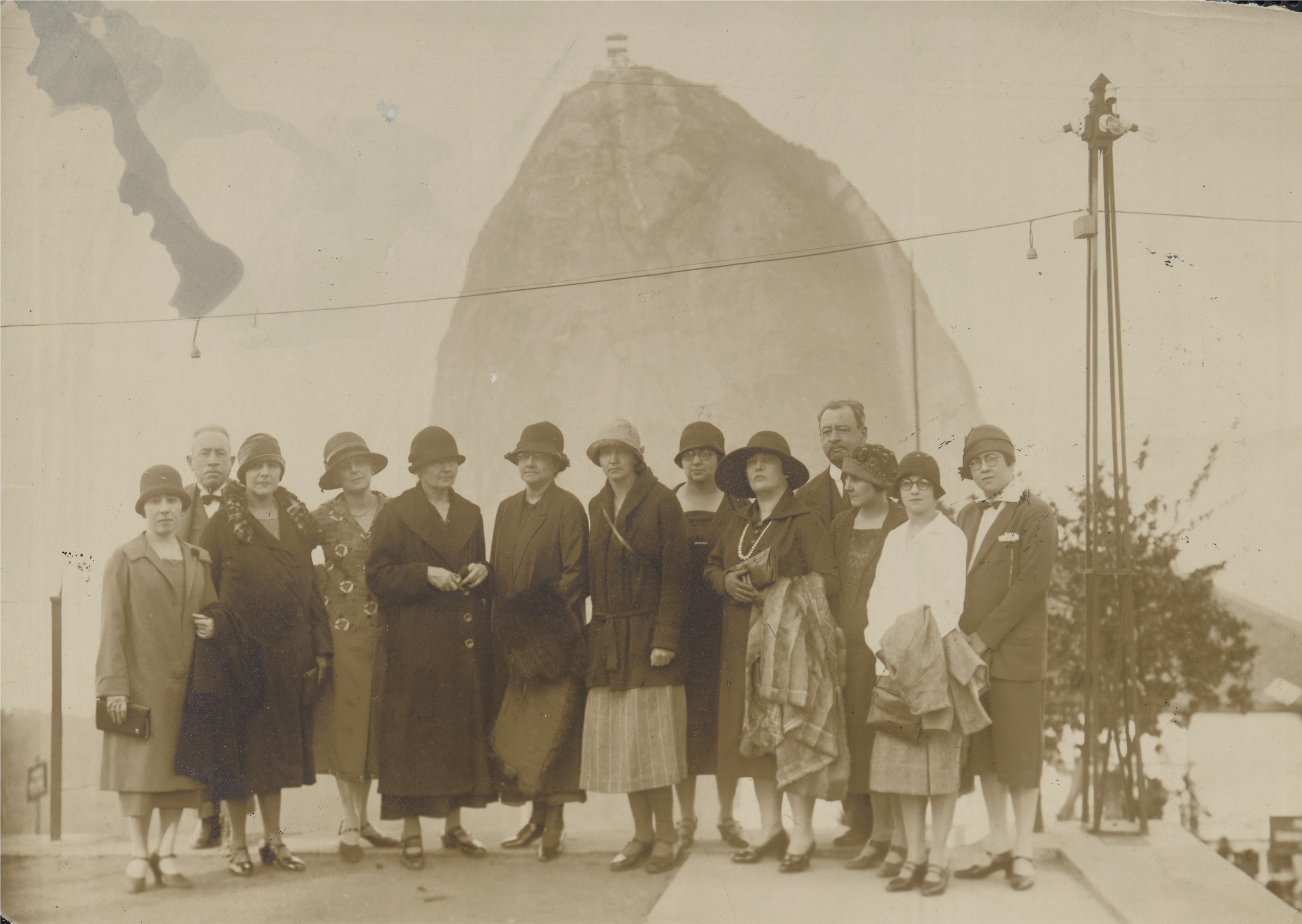
Marie Curie y miembros de la Federación para el Progresso Feminino, Río de Janeiro, 1926.
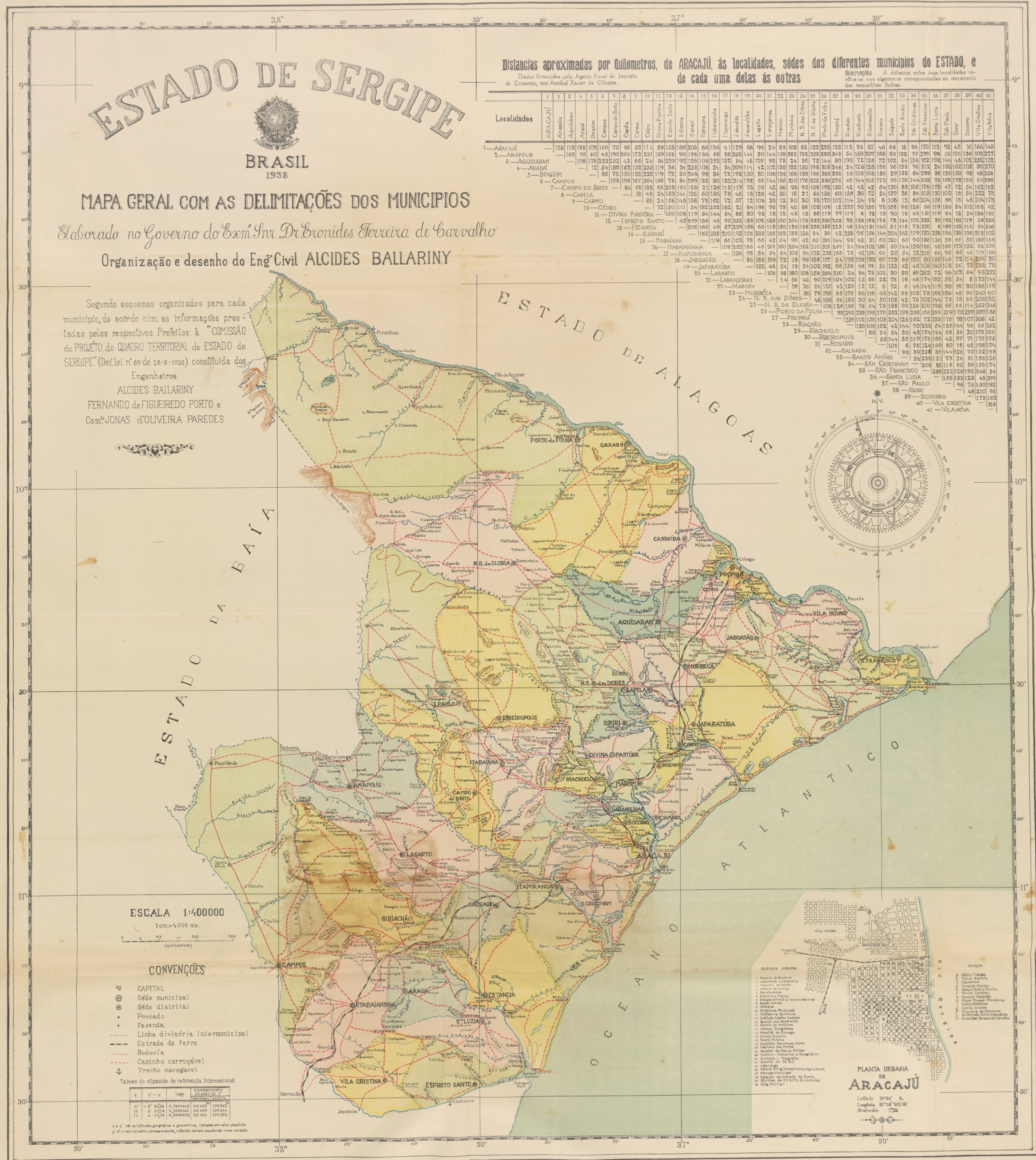
Mapa del estado de Sergipe, 1937.
Inauguración del Estadio del Maracanã, 1950.

## Bibliotecas
El Archivo Nacional tiene dos bibliotecas de referencia, especialmente en las áreas de Historia de Brasil y Archivos. La biblioteca de la sede de la institución en Río de Janeiro, llamada Biblioteca María Beatriz Nascimento, fue creada en 1876 a través del Decreto N.º 6164 de 24 de marzo de 1876. La unidad de biblioteca regional en Brasilia fue constituida en 2016. Juntas, las dos tienen alrededor de 111 000 libros, folletos, revistas, tesis, disertaciones, CD y DVD, en más de veinte idiomas diferentes, con 23 000 libros raros - siendo la de Río de Janeiro considerada la biblioteca más grande de Brasil para el área de Archivos, especialmente después de la recepción de la colección bibliográfica de la Asociación de Archiveros Brasileños extinguida en 2015.

## Sede
La actual sede de la AN es el antiguo edificio en el estilo neoclásico de la Casa de Moneda, en el centro de la ciudad de Río de Janeiro, construido en 1860 y uno de la primera propiedad catalogada por el Instituto del Patrimonio Histórico Nacional en 1938. Localizado en la Plaza de la República, se encuentra junto a la Radio MEC y de la Facultad de Derecho de la Universidad Federal de Río de Janeiro, cerca de la Estación Central del Brasil. Además de su sede en Río de Janeiro, el Archivo Nacional tiene, desde 1988, una unidad en la capital federal, Brasilia, actualmente ubicado en el sector de industria gráfica, al lado de la Prensa Nacional. 

## Ubicación del Archivo Nacional
Praça da República, 173 - Centro
Río de Janeiro - RJ
CEP - 20.211-350
Brasil